# Catalogo Impulse! Records
Catalogo dell'etichetta statunitense Impulse! Records specializzata in musica jazz. Il numero di catalogo degli album LP originali utilizzavano come prefisso la lettera "A-" per le versioni mono, e le lettere "AS-" per le edizioni stereo. La grafica degli album era caratterizzata dalla costina in colore arancione e nero.

## Album

### Serie originale 1961-1979
| Numero di catalogo | Artista                              | Titolo                                                             |
| ------------------ | ------------------------------------ | ------------------------------------------------------------------ |
| A 1                | J. J. Johnson & Kai Winding          | The Great Kai & J. J.                                              |
| 2                  | Ray Charles                          | Genius + Soul = Jazz                                               |
| 3                  | Kai Winding                          | The Incredible Kai Winding Trombones                               |
| 4                  | Gil Evans                            | Out of the Cool                                                    |
| 5                  | Oliver Nelson                        | The Blues and the Abstract Truth                                   |
| 6                  | John Coltrane                        | Africa/Brass                                                       |
| 7                  | Art Blakey                           | Art Blakey!!!!! Jazz Messengers!!!!!                               |
| 8                  | Max Roach                            | Percussion Bitter Sweet                                            |
| 9                  | Gil Evans                            | Into the Hot                                                       |
| 10                 | John Coltrane                        | „Live“ at the Village Vanguard                                     |
| 11                 | Quincy Jones                         | The Quintessence                                                   |
| 12                 | Benny Carter                         | Further Definitions                                                |
| 13                 | Curtis Fuller                        | Soul Trombone                                                      |
| 14                 | Milt Jackson                         | Statements                                                         |
| 15                 | Count Basie                          | Count Basie and the Kansas City 7                                  |
| 16                 | Max Roach                            | It's Time                                                          |
| 17                 | Jackie Paris                         | The Song Is Paris                                                  |
| 18                 | McCoy Tyner                          | Inception                                                          |
| 19                 | Manny Albam                          | Jazz Goes to the Movies                                            |
| 20                 | Shelly Manne                         | 2-3-4                                                              |
| 21                 | John Coltrane                        | Coltrane                                                           |
| 22                 | Curtis Fuller                        | Cabin in the Sky                                                   |
| 23                 | Roy Haynes                           | Out of the Afternoon                                               |
| 24                 | Michael Brown                        | Alarums And Excursions                                             |
| 25                 | Oscar Brand                          | Morality                                                           |
| 26                 | Duke Ellington                       | Duke Ellington Meets Coleman Hawkins                               |
| 27                 | Freddie Hubbard                      | The Artistry of Freddie Hubbard                                    |
| 28                 | Coleman Hawkins                      | Desafinado                                                         |
| 29                 | Chico Hamilton                       | Passin' Thru                                                       |
| 30                 | John Coltrane & Duke Ellington       | Duke Ellington & John Coltrane                                     |
| 31                 | George Wein                          | And The Newport Festival All Stars                                 |
| 32                 | John Coltrane                        | Ballads                                                            |
| 33                 | McCoy Tyner                          | Reaching Fourth                                                    |
| 34                 | Coleman Hawkins                      | Today and Now                                                      |
| 35                 | Charles Mingus                       | The Black Saint and the Sinner Lady                                |
| 36                 | Various Artists                      | Americans In Europe 1                                              |
| 37                 | Various Artists                      | Americans In Europe 2                                              |
| 38                 | Freddie Hubbard                      | The Body & the Soul                                                |
| 39                 | McCoy Tyner                          | Nights of Ballads & Blues                                          |
| 40                 | John Coltrane & Johnny Hartman       | John Coltrane and Johnny Hartman                                   |
| 41                 | Paul Gonsalves                       | Cleopatra Feelin' Jazzy                                            |
| 42                 | John Coltrane                        | Impressions                                                        |
| 43                 | Sonny Stitt                          | Now!                                                               |
| 44                 | Beverly Jenkins                      | Gordon Jenkins Presents My Wife The Blues Singer                   |
| 45                 | Art Blakey                           | A Jazz Message                                                     |
| 46                 | Gary McFarland                       | Point of Departure                                                 |
| 47                 | Gloria Coleman                       | Soul Sisters                                                       |
| 48                 | McCoy Tyner                          | Live at Newport                                                    |
| 49                 | Elvin Jones & Jimmy Garrison         | Illumination!                                                      |
| 50                 | John Coltrane                        | Coltrane Live at Birdland                                          |
| 51                 | Shirley Scott                        | For Members Only                                                   |
| 52                 | Sonny Stitt & Paul Gonsalves         | Salt And Pepper                                                    |
| 53                 | Freda Payne                          | After the Lights Go Down Low and Much More!!!                      |
| 54                 | Charles Mingus                       | Mingus Mingus Mingus Mingus Mingus                                 |
| 55                 | Paul Gonsalves                       | Tell It the Way It Is!                                             |
| 56                 | Yusef Lateef                         | Jazz 'Round the World                                              |
| 57                 | Johnny Hartman                       | I Just Dropped By to Say Hello                                     |
| 58                 | Terry Gibbs                          | Take It From Me                                                    |
| 59                 | Chico Hamilton                       | Man from Two Worlds                                                |
| 60                 | Charles Mingus                       | Mingus Plays Piano                                                 |
| 61                 | Johnny Hodges                        | Everybody Knows Johnny Hodges                                      |
| 62                 | Lorez Alexandria                     | Alexandria the Great                                               |
| 63                 | McCoy Tyner                          | Today and Tomorrow                                                 |
| 64                 | Clark Terry                          | The Happy Horns of Clark Terry                                     |
| 65                 | Ben Webster                          | See You at the Fair                                                |
| 66                 | John Coltrane                        | Crescent                                                           |
| 67                 | Shirley Scott                        | Great Scott!!                                                      |
| 68                 | J. J. Johnson                        | Proof Positive                                                     |
| 69                 | Yusef Lateef                         | Live at Pep's                                                      |
| 70                 | Milt Jackson                         | Jazz 'n' Samba                                                     |
| 71                 | Archie Shepp                         | Four for Trane                                                     |
| 72                 | Billy Taylor & Quincy Jones          | My Fair Lady Loves Jazz                                            |
| 73                 | Shirley Scott                        | Everybody Loves a Lover                                            |
| 74                 | Johnny Hartman                       | The Voice That Is!                                                 |
| 75                 | Oliver Nelson                        | More Blues and the Abstract Truth                                  |
| 76                 | Lorez Alexandria                     | More of the Great Lorez Alexandria                                 |
| 77                 | John Coltrane                        | A Love Supreme                                                     |
| 78                 | Lionel Hampton                       | You Better Know It!!!                                              |
| 79                 | McCoy Tyner                          | McCoy Tyner Plays Ellington                                        |
| 80                 | Russian Jazz Quartet                 | Happiness                                                          |
| 81                 | Shirley Scott                        | Queen of the Organ                                                 |
| 82                 | Chico Hamilton                       | Chic Chic Chico                                                    |
| 83                 | Lambert, Hendricks & Ross            | Sing a Song of Basie                                               |
| 84                 | Yusef Lateef                         | 1984                                                               |
| 85                 | John Coltrane                        | The John Coltrane Quartet Plays                                    |
| 86                 | Archie Shepp                         | Fire Music                                                         |
| 87                 | Coleman Hawkins                      | Wrapped Tight                                                      |
| 88                 | Elvin Jones                          | Dear John C.                                                       |
| 89                 | Lawrence Brown                       | Inspired Abandon                                                   |
| 90                 | Various Artists                      | The New Wave in Jazz                                               |
| 91                 | Sonny Rollins                        | Sonny Rollins on Impulse!                                          |
| 92                 | Yusef Lateef                         | Psychicemotus                                                      |
| 93                 | Shirley Scott                        | Latin Shadows                                                      |
| 94                 | John Coltrane & Archie Shepp         | New Thing at Newport                                               |
| 95                 | John Coltrane                        | Ascension Edition I                                                |
| 95                 | John Coltrane                        | Ascension Edition II                                               |
| 96                 | Pee Wee Russell & Marshall Brown     | Ask Me Now!                                                        |
| 97                 | Archie Shepp                         | On This Night                                                      |
| 98                 | Dannie Richmond                      | "In" Jazz for the Culture Set                                      |
| 99                 | Various Artists                      | Definitive Jazz Scene 1                                            |
| 100                | Various Artists                      | Definitive Jazz Scene 2                                            |
| 1972               | Various Artists                      | Irrepressible Impulses                                             |
| 9101               | Various Artists                      | Definitive Jazz Scene 3                                            |
| 9102               | Chico Hamilton                       | El Chico                                                           |
| 9103               | John Lee Hooker                      | It Serves You Right to Suffer                                      |
| 9104               | Gary McFarland & Clark Terry         | Tijuana Jazz                                                       |
| 9105               | Gábor Szabó                          | Gypsy '66                                                          |
| 9106               | John Coltrane                        | Kulu Sé Mama                                                       |
| 9107               | Louie Bellson                        | Thunderbird                                                        |
| 9108               | Earl Hines                           | Once Upon a Time                                                   |
| 9109               | Shirley Scott                        | On a Clear Day                                                     |
| 9110               | John Coltrane                        | Meditations                                                        |
| 9111               | Sonny Rollins                        | Alfie (colonna sonora)                                             |
| 9112               | Gary McFarland                       | Profiles                                                           |
| 9113               | Oliver Nelson                        | Oliver Nelson Plays Michelle                                       |
| 9114               | Chico Hamilton                       | The Further Adventures of El Chico                                 |
| 9115               | Stanley Turrentine                   | Let It Go                                                          |
| 9116               | Benny Carter                         | Additions To Further Definitions                                   |
| 9117               | Yusef Lateef                         | A Flat, G Flat and C                                               |
| 9118               | Archie Shepp                         | Archie Shepp Live in San Francisco                                 |
| 9119               | Shirley Scott                        | Roll 'Em: Shirley Scott Plays the Big Bands                        |
| 9120               | John Coltrane                        | Expression                                                         |
| 9121               | Sonny Rollins                        | East Broadway Run Down                                             |
| 9122               | Gary McFarland & Gábor Szabó         | Simpático                                                          |
| 9123               | Gábor Szabó                          | Spellbinder                                                        |
| 9124               | John Coltrane                        | Live at the Village Vanguard Again!                                |
| 9125               | Yusef Lateef                         | The Golden Flute                                                   |
| 9126               | Roswell Rudd                         | Everywhere                                                         |
| 9127               | Clark Terry & Chico O'Farrill        | Spanish Rice                                                       |
| 9128               | Gábor Szabó                          | Jazz Raga                                                          |
| 9129               | Oliver Nelson                        | Sound Pieces                                                       |
| 9130               | Chico Hamilton                       | The Dealer                                                         |
| 9131               | Zoot Sims                            | Waiting Game                                                       |
| 9132               | Hank Jones & Oliver Nelson           | Happenings                                                         |
| 9133               | Shirley Scott & Clark Terry          | Soul Duo                                                           |
| 9134               | Archie Shepp                         | Mama Too Tight                                                     |
| 9135               | Chico O'Farrill                      | Nine Flags                                                         |
| 9136               | Gary McFarland & Steve Kuhn          | The October Suite                                                  |
| 9137               | Pee Wee Russell & Henry "Red" Allen  | The College Concert                                                |
| 9138               | Pharoah Sanders                      | Tauhid                                                             |
| 9139               | Marion Brown                         | Three for Shepp                                                    |
| 9140               | John Coltrane                        | Om                                                                 |
| 9141               | Shirley Scott                        | Girl Talk                                                          |
| 9142               | Mal Waldron                          | Sweet Love, Bitter (colonna sonora)                                |
| 9143               | Phil Woods                           | Greek Cooking                                                      |
| 9144               | Oliver Nelson                        | The Kennedy Dream                                                  |
| 9145               | Various Artists                      | Intercollegiate Music Festival 1                                   |
| 9146               | Gábor Szabó                          | The Sorcerer                                                       |
| 9147               | Pee Wee Russell & Oliver Nelson      | The Spirit of '67                                                  |
| 9148               | John Coltrane                        | Cosmic Music                                                       |
| 9149               | Dizzy Gillespie                      | Swing Low, Sweet Cadillac                                          |
| 9150               | Jazzbo Collins                       | A Lovely Bunch Of Jazzbo Collins And The Bandidos                  |
| 9151               | Gábor Szabó                          | Wind, Sky and Diamonds                                             |
| 9152               | Mel Brown                            | Chicken Fat                                                        |
| 9153               | Oliver Nelson                        | Live from Los Angeles                                              |
| 9154               | Archie Shepp                         | The Magic of Ju-Ju                                                 |
| 9155               | Albert Ayler                         | Albert Ayler in Greenwich Village                                  |
| 9156               | Alice Coltrane                       | A Monastic Trio                                                    |
| 9157               | Clark Terry                          | It's What's Happening - The Varitone Sound of CT                   |
| 9158               | Rolf Kühn & Joachim Kühn             | Impressions of New York                                            |
| 9159               | Gábor Szabó & Bob Thiele             | Light My Fire                                                      |
| 9160               | Elvin Jones & Richard Davis          | Heavy Sounds                                                       |
| 9161               | John Coltrane                        | Selflessness: Featuring My Favorite Things                         |
| 9162               | Archie Shepp                         | Three for a Quarter, One for a Dime                                |
| 9163               | Tom Scott                            | The Honeysuckle Breeze                                             |
| 9164               | Bill Plummer                         | Cosmic Brotherhood                                                 |
| 9165               | Albert Ayler                         | Love Cry                                                           |
| 9166               | Emil Richards                        | Journey to Bliss                                                   |
| 9167               | Gábor Szabó                          | More Sorcery                                                       |
| 9168               | Oliver Nelson & Steve Allen          | Soulful Brass                                                      |
| 9169               | Mel Brown                            | The Wizard                                                         |
| 9170               | Archie Shepp                         | The Way Ahead                                                      |
| 9171               | Tom Scott                            | Rural Still Life                                                   |
| 9172               | Various Artists                      | Irrepressible Impulses                                             |
| 9173               | Gábor Szabó                          | Best of                                                            |
| 9174               | Chico Hamilton                       | Best of                                                            |
| 9175               | Albert Ayler                         | New Grass                                                          |
| 9176               | Ahmad Jamal                          | At the Top - Poinciana Revisited                                   |
| 9177               |                                      |                                                                    |
| 9178               | Ornette Coleman                      | Ornette at 12                                                      |
| 9179               |                                      |                                                                    |
| 9180               | Mel Brown                            | Blues for We                                                       |
| 9181               | Pharoah Sanders                      | Karma                                                              |
| 9182               | Emil Richards                        | Spirit of 1976                                                     |
| 9183               | Charlie Haden                        | Liberation Music Orchestra                                         |
| 9184               | Dave MacKay & Vicky Hamilton         | Dave MacKay And Vicky Hamilton                                     |
| 9185               | Alice Coltrane                       | Huntington Ashram Monastery                                        |
| 9186               | Mel Brown                            | I'd Rather Suck My Thumb                                           |
| 9187               | Ornette Coleman                      | Crisis                                                             |
| 9188               | Archie Shepp                         | For Losers                                                         |
| 9189               | Milt Jackson                         | That's The Way It Is                                               |
| 9190               | Pharoah Sanders                      | Jewels of Thought                                                  |
| 9191               | Albert Ayler                         | Music Is the Healing Force of the Universe                         |
| 9192               | Buddy Montgomery                     | This Rather Than That                                              |
| 9193               | Jackson & Ray Brown                  | Memphis Jackson                                                    |
| 9194               | Ahmad Jamal                          | The Awakening                                                      |
| 9195               | John Coltrane                        | Transition                                                         |
| 9196               | Alice Coltrane                       | Ptah, the El Daoud                                                 |
| 9197               | Clifford Coulter                     | East Side San Jose                                                 |
| 9198               | Dave MacKay & Vicky Hamilton         | Rainbow                                                            |
| 9199               | Pharoah Sanders                      | Deaf Dumb Blind (Summun Bukmun Umyun)                              |
| 9200               | John Coltrane                        | His Greatest Years 1                                               |
| 9201               |                                      |                                                                    |
| 9202               | John Coltrane                        | Live in Seattle                                                    |
| 9203               | Alice Coltrane                       | Journey in Satchidananda                                           |
| 9204               | Gábor Szabó                          | His Great Hits                                                     |
| 9205               | Genesis                              | Trespass                                                           |
| 9206               | Pharoah Sanders                      | Thembi                                                             |
| 9207               | Howard Roberts                       | Antelope Freeway                                                   |
| 9208               | Albert Ayler                         | The Last Album                                                     |
| 9209               | Mel Brown                            | Mel Brown's Fifth                                                  |
| 9210               | Alice Coltrane                       | Universal Consciousness                                            |
| 9211               | John Coltrane                        | Sun Ship                                                           |
| 9212               | Archie Shepp                         | Things Have Got to Change                                          |
| 9213               | Chico Hamilton                       | His Great Hits                                                     |
| 9214               | John Klemmer                         | Constant Throb                                                     |
| 9215               | Michael White                        | Spirit Dance                                                       |
| 9216               | Clifford Coulter                     | Do It Now, Worry 'Bout It Later                                    |
| 9217               | Ahmad Jamal                          | Freeflight                                                         |
| 9218               | Alice Coltrane                       | World Galaxy                                                       |
| 9219               | Pharoah Sanders                      | Black Unity                                                        |
| 9220               | John Klemmer                         | Waterfalls                                                         |
| 9221               | Michael White                        | Pneuma                                                             |
| 9222               | Archie Shepp                         | Attica Blues                                                       |
| 9223               | John Coltrane                        | His Greatest Years 2                                               |
| 9224               | Alice Coltrane                       | Lord of Lords                                                      |
| 9225               | Alice Coltrane & John Coltrane       | John Coltrane: Infinity                                            |
| 9226               | Ahmad Jamal                          | Outertimeinnerspace                                                |
| 9227               | Pharoah Sanders                      | Live at the East                                                   |
| 9228               | Various Artists                      | Impulse Energy Essentials                                          |
| 9229               | Pharoah Sanders                      | Best of                                                            |
| 9230               | Milt Jackson & Ray Brown             | Just The Way It Had To Be                                          |
| 9231               | Archie Shepp                         | The Cry of My People                                               |
| 9232               | Alice Coltrane                       | Reflection on Creation and Space                                   |
| 9233               | Pharoah Sanders                      | Wisdom Through Music                                               |
| 9234               | Charles Mingus                       | Reevaluation: The Impulse Years                                    |
| 9235               | McCoy Tyner                          | Reevaluation: The Impulse Years                                    |
| 9236               | Sonny Rollins                        | Reevaluation: The Impulse Years                                    |
| 9237               | Freddie Hubbard                      | Reevaluation: The Impulse Years                                    |
| 9238               | Ahmad Jamal                          | Tranquility                                                        |
| 9239               | Sun Ra                               | Atlantis                                                           |
| 9240               | Keith Jarrett                        | Fort Yawuh                                                         |
| 9241               | Michael White                        | The Land Of Spirit And Light                                       |
| 9242               | Sun Ra                               | The Nubians of Plutonia                                            |
| 9243               | Sun Ra                               | The Magic City                                                     |
| 9244               | John Klemmer                         | Intensity                                                          |
| 9245               | Sun Ra                               | Angels and Demons at Play                                          |
| 9246               | John Coltrane                        | Concert in Japan                                                   |
| 9247               | Gary Saracho                         | En Medio                                                           |
| 9248               | Gato Barbieri                        | Chapter One: Latin America                                         |
| 9249               | Mel Brown                            | Big Foot Country Girl                                              |
| 9250               | Dewey Redman                         | The Ear of the Behearer                                            |
| 9251               | Sam Rivers                           | Streams                                                            |
| 9252               | Marion Brown                         | Geechee Recollections                                              |
| 9253               | Various Artists                      | The Saxophone                                                      |
| 9254               | Pharoah Sanders                      | Village of The Pharoahs                                            |
| 9255               | Sun Ra                               | Astro Black                                                        |
| 9256               | Duke Ellington                       | Reevaluation: The Impulse Years                                    |
| 9257               | Albert Ayler                         | Reevaluation: The Impulse Years                                    |
| 9258               | Coleman Hawkins                      | Reevaluation: The Impulse Years                                    |
| 9259               | Yusef Lateef                         | Reevaluation: The Impulse Years                                    |
| 9260               | Ahmad Jamal                          | Reevaluation: The Impulse Years                                    |
| 9261               | Pharoah Sanders                      | Elevation                                                          |
| 9262               | Archie Shepp                         | Kwanza                                                             |
| 9263               | Gato Barbieri                        | Chapter Two - Hasta Siempre                                        |
| 9264               | Various Artists                      | Impulse Artists on Tour                                            |
| 9265               | Sun Ra                               | Jazz in Silhouette                                                 |
| 9266               | Various Artists                      | Impulsively                                                        |
| 9267               | Various Artists                      | No Energy Crisis                                                   |
| 9268               | Michael White                        | Father Music, Mother Dance                                         |
| 9269               | John Klemmer                         | Magic & Movement                                                   |
| 9270               | Sun Ra                               | Fate in a Pleasant Mood                                            |
| 9271               | Sun Ra                               | Supersonic Sounds                                                  |
| 9272               | Various Artists                      | The Drums                                                          |
| 9273               | John Coltrane                        | Africa Brass Sessions, Vol. 2                                      |
| 9274               | Keith Jarrett                        | Treasure Island                                                    |
| 9275               | Marion Brown                         | Sweet Earth Flying                                                 |
| 9276               | Sun Ra                               | Bad and Beautiful                                                  |
| 9277               | John Coltrane                        | Interstellar Space                                                 |
| 9278               | John Coltrane                        | His Greatest Years 3                                               |
| 9279               | Gato Barbieri                        | Chapter Three: Viva Emiliano Zapata                                |
| 9280               | Pharoah Sanders                      | Love In Us All                                                     |
| 9281               | Michael White                        | Go With The Flow                                                   |
| 9282               | Milt Jackson                         | The Impulse Years                                                  |
| 9283               | Elvin Jones                          | The Impulse Years                                                  |
| 9284               | Various Artists                      | The Bass                                                           |
| 9285               | Various Artists                      | Ellingtonia 2                                                      |
| 9286               | Sam Rivers                           | Crystals                                                           |
| 9287               | Sun Ra                               | Night of The Purple Moon (non pubblicato)                          |
| 9288               | Sun Ra                               | Sun Ra and his Solar Arkestra Visits Planet Earth (non pubblicato) |
| 9289               | Sun Ra                               | My Brother, The Wind (non pubblicato)                              |
| 9290               | Sun Ra                               | Sound Sun Pleasure!! (non pubblicato)                              |
| 9291               | Sun Ra                               | Cosmic Tones for Mental Therapy (non pubblicato)                   |
| 9292               | Sun Ra                               | We Travel the Space Ways (non pubblicato)                          |
| 9293               | Sun Ra                               | Other Planes of There (non pubblicato)                             |
| 9294               | Sun Ra                               | Art Forms of Dimensions Tomorrow (non pubblicato)                  |
| 9295               | Sun Ra                               | Monorails and Satellites (non pubblicato)                          |
| 9296               | Sun Ra                               | Cymbals (non pubblicato)                                           |
| 9297               | Sun Ra                               | Crystal Spears (non pubblicato)                                    |
| 9298               | Sun Ra                               | Pathways to Unknown Worlds (non pubblicato)                        |
| 9299               | Howard Roberts                       | Equinox Express Elevator                                           |
| 9300               | Dewey Redman                         | Coincide                                                           |
| 9301               | Keith Jarrett                        | Death and the Flower                                               |
| 9302               | Sam Rivers                           | Hues                                                               |
| 9303               | Gato Barbieri                        | Chapter Four: Alive In New York                                    |
| 9304               | Marion Brown                         | Vista                                                              |
| 9305               | Keith Jarrett                        | Backhand                                                           |
| 9306               | John Coltrane                        | The Gentle Side of John Coltrane                                   |
| 9307               | Lucky Thompson                       | Dancing Sunbeam                                                    |
| 9308               | Brass Fever                          | Brass Fever                                                        |
| 9309               |                                      |                                                                    |
| 9310               | Yusef Lateef                         | Club Date                                                          |
| 9311               | Gloria Lynne                         | I Don't Know How To Love Him                                       |
| 9312               | Sonny Criss                          | Warm And Sonny                                                     |
| 9313               | Jimmy Ponder                         | Illusions                                                          |
| 9314               | John Handy                           | Hard Work                                                          |
| 9315               | Keith Jarrett                        | Mysteries                                                          |
| 9316               | Sam Rivers                           | Sizzle                                                             |
| 9317               | Bobby Blue Bland & B.B. King         | Bobby Bland and B.B. King Together Again...Live                    |
| 9318               | Wade Marcus                          | Metamorphosis                                                      |
| 9319               | Brass Fever                          | Time Is Running Out                                                |
| 9320               |                                      |                                                                    |
| 9321               | Betty Carter                         | What A Little Moonlight Can Do                                     |
| 9322               | Keith Jarrett                        | Shades                                                             |
| 9323               |                                      |                                                                    |
| 9324               | John Handy                           | Carnival                                                           |
| 9325               | John Coltrane                        | Other Village Vanguard Tapes, The 11/61                            |
| 9326               | Sonny Criss                          | Joy Of Sax, The                                                    |
| 9327               | Jimmy Ponder                         | White Room                                                         |
| 9328               | Blue Mitchell                        | African Violet                                                     |
| 9329               | Les McCann                           | Music Lets Me Be                                                   |
| 9330               | Grady Tate                           | Master Grady Tate                                                  |
| 9331               | Keith Jarrett                        | Byablue                                                            |
| 9332               | John Coltrane                        | First Meditations (for quartet)                                    |
| 9333               | Les McCann                           | Live At The Roxy                                                   |
| 9334               | Keith Jarrett                        | Bop-Be                                                             |
| 9335               | Oliver Nelson                        | Three Dimensions                                                   |
| 9336               | Albert Ayler                         | The Village Concerts                                               |
| 9337               | Kenny Dorham/Sonny Criss             | The Bopmasters                                                     |
| 9338               | McCoy Tyner                          | The Early Trios                                                    |
| 9339               | Various Artists                      | The New Breed                                                      |
| 9340               | Gil Evans & Gary McFarland           | The Great Arrangers                                                |
| 9341               | Shirley Scott                        | The Great Live Sessions                                            |
| 9342               | Quincy Jones                         | The Quintessential Charts                                          |
| 9343               | Hugh Masekela                        | The African Connection                                             |
| 9344               |                                      |                                                                    |
| 9345               | John Coltrane                        | Feelin' Good - Mastery 1                                           |
| 9346               | John Coltrane                        | To the Beat of a Different Drum - Mastery 2                        |
| 9347               | Blue Mitchell                        | Summer Soft                                                        |
| 9348               | Keith Jarrett                        | Best Of                                                            |
| 9349               | Sonny Rollins                        | There Will Never Be Another You                                    |
| 9350               | Duke Ellington                       | Great Tenor Encounters, The                                        |
| 9351               | Count Basie                          | Retrospective Sessions                                             |
| 9352               | Sam Rivers                           | Trio Sessions, The                                                 |
| 9353               | Yusef Lateef                         | Live Session, The                                                  |
| 9354               | Tom Scott/John Klemmer/Gato Barbieri | Foundations                                                        |
| 9355               |                                      |                                                                    |
| 9356               | Paul Horn                            | Plenty Of Horn                                                     |
| 9357               | Archie Shepp                         | Further Fire Music                                                 |
| 9358               |                                      |                                                                    |
| 9359               | Pee Wee Russell                      | Salute to Newport                                                  |
| 9360               | John Coltrane                        | Jupiter Variation - Mastery 3                                      |
| 9361               | John Coltrane                        | Trane's Modes - Mastery 4                                          |

### 1987-oggi
Teodross Avery
- 1995: My Generation

Black Note
- 1995: Nothin' But The Swing

Henry Butler
- 1987: The Village (con Ron Carter, Jack DeJohnette, John Purcell, Alvin Batiste, Bob Stewart)[1]

Michael Brecker
- 1987: Michael Brecker
- 1988: Don't Try This at Home
- 1996: Tales from the Hudson
- 1998: Two Blocks from the Edge

Alice Coltrane
- 2004: Translinear Light

John Coltrane
- 1995: Stellar Regions
- 1995: The Complete Africa/Brass Sessions
- 2001: The Olatunji Concert: The Last Live Recording
- 2005: Live at the Half Note: One Down, One Up
- 2007: My Favorite Things: Coltrane at Newport
- 2018: Both Directions at Once: The Lost Album
- 2019: Blue World

Jack DeJohnette
- 1987: Irresistible Forces
- 1988: Audio-Visualscapes

Donald Harrison
- 1996: Nouveau Swing
- 1997: Free To Be

Henry Johnson
- 1986: You're The One
- 1988: Future Excursions

Diana Krall
- 1996: All for You: A Dedication to the Nat King Cole Trio
- 1997: Love Scenes
- 1998: Have Yourself A Merry Little Christmas

Machito
- 1988: Machito & His Salsa Big Band[2]

Russell Malone
- 1998: Sweet Georgia Peach

Danilo Pérez
- 1996: Panamonk

Eric Reed
- 1996: Musicale

Horace Silver
- 1996: The Hardbop Grandpop
- 1997: A Prescription for the Blues

Greg Tardy
- 1997: Serendipity

McCoy Tyner
- 1987: Blues for Coltrane
- 1995: Infinity
- 1997: What the World Needs Now
- 2001: McCoy Tyner Plays John Coltrane

Artisti vari
- 1998: Jazz Underground: Live At Smalls